# ワフー (SS-238)

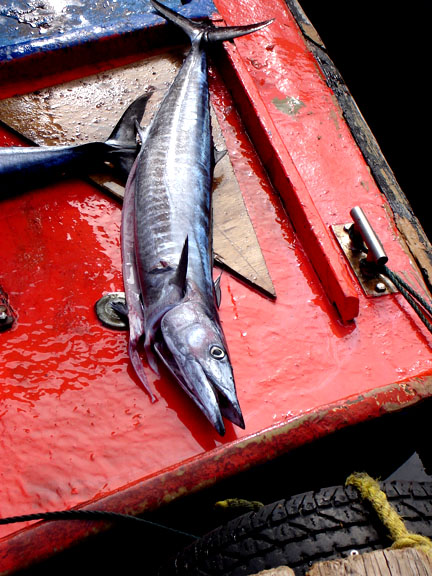
カマスサワラ（Wahoo）

ワフー (USS Wahoo, SS-238) は、アメリカ海軍の潜水艦。ガトー級潜水艦の一隻。艦名はフロリダから西インド諸島にかけて生息するカマスサワラに由来する。
アメリカ海軍の潜水艦でワフーの艦名を持つのは本艦が最初であり、他にタング級潜水艦の一艦に「ワフー (SS-565)」 がある。

## 艦歴
「ワフー」は1941年6月28日にカリフォルニア州ヴァレーオのメア・アイランド海軍造船所で起工、1942年2月14日、ウィリアム・C・ベーカー夫人によって進水した。5月15日に竣工し、マービン・G・"ピンキー"ケネディ少佐（アナポリス1929年組）の指揮のもと就役する。整調と就役後の訓練をカリフォルニア南方のサンディエゴで行った。8月12日ハワイ真珠湾に向けて基地を出発、8月18日に真珠湾に到着し8月21日まで訓練を行った。

### 第1の哨戒 1942年8月 - 10月
8月23日、「ワフー」は最初の哨戒でトラック島近海に向かった。トラック、ナモヌウィト両環礁近海で哨戒し、9月6日明け方には、トラックの西北西海域で最初の獲物となる2,400トン級タンカーを発見し、魚雷を3本発射したが全て外れ、逆に反撃を受けたため退散した。「ワフー」はトラック諸島周辺で9月20日までパトロールすることに決めた。その9月20日の夜、北緯07度43分 東経150度36分 / 北緯7.717度 東経150.600度の地点で6,500トン級輸送船と護衛艦を発見し、輸送船に向けて魚雷を3本発射。次に観測してみると、輸送船は左に傾いているように見え、続いて3回の爆発音が聞こえた。護衛艦が向かってきたが、スコールの中に逃げ込み無事であった。「ワフー」は6,500トン級輸送船の撃沈を報じたが、戦後のJANACの調査の結果、この戦果は認定されなかった。「ワフー」は飛行機や監視艇に遭遇した後、ナモヌウィト環礁南西端のウールール島近海に移動。数隻の漁船の他、2つの大物を発見したが逃すこととなった。1つ目は9月30日に北緯07度58分 東経151度02分 / 北緯7.967度 東経151.033度の地点で発見した水上機（特殊潜航艇）母艦「千代田」と思しき大型艦で、単独航行中のところを発見したものの、「ワフー」の射程圏内に入ってこなかった。もう一つは10月5日に、北緯09度15分 東経149度00分 / 北緯9.250度 東経149.000度の地点で2隻の天霧型駆逐艦に護衛された龍驤型空母と思しき大型艦を発見したが、これまた射程圏外を航行し去っていった。10月7日に哨戒海域を後にして真珠湾に針路を向けた。10月17日、55日間の行動を終えて真珠湾に帰投。翌日から、潜水母艦「スペリー (USS Sperry, AS-12) 」に横付けし、砲兵装を4インチ砲と20ミリ機銃に換装し、この工事は11月2日まで行われ、工事後の3日間は慣熟訓練にあてられた。

### 第2の哨戒 1942年11月 - 12月
11月8日、「ワフー」は2回目の哨戒でソロモン諸島方面に向かった。ミリ、ジャルート、ブタリタリ近海を抜けて11月22日にブーゲンヴィル島沖の哨区に到着。11月30日深夜、南緯04度55分 東経145度59分 / 南緯4.917度 東経145.983度の地点で輸送船と駆逐艦を発見したが、接近し切れなかった。この海域で17日間哨戒したが戦果が挙がらないので、トラックとブーゲンヴィル島を結ぶ航路を狙って哨戒海域を移動したが相変わらず戦果はなく、元の海域に戻った。12月10日午後、南緯04度45分 東経154度58分 / 南緯4.750度 東経154.967度のショートランド諸島東方で「朝潮型駆逐艦」に護衛された3隻の輸送船を発見し、まず魚雷を4本発射して特設運送船（給炭）「かもゐ丸」（北海道炭礦汽船、5,355トン）に3本を命中させ、2時間後に沈没した。爆雷40発による反撃もあったが無事であった。SJレーダーを使った2度目の攻撃のあと、新しい海域に向かった。12月14日朝、南緯06度22分 東経156度13分 / 南緯6.367度 東経156.217度の地点で病院船「まにら丸」（大阪商船、9,486トン）を発見。午後には、南緯06度30分 東経156度09分 / 南緯6.500度 東経156.150度の地点で12ノットで浮上航行する潜水艦を発見し、魚雷を3本発射して命中させて撃沈したと判断される。これは「伊15」と推定されたが、実際に雷撃されたのはショートランドからトラックに向かっていた「伊2」であり、魚雷は命中しなかった。12月15日にはブカ島キエタを偵察。12月26日、48日間の行動を終えてブリスベンに帰投した。12月31日、ケネディ少佐は駆逐艦勤務に転じて艦長となり、ノルマンディー上陸作戦に参加した。後任には、ダドリー・W・"マッシュ"モートン中佐（アナポリス1930年組）が昇格した。「ワフー」は次の哨戒までに、モートン湾で駆逐艦「パターソン (USS Patterson, DD-392) 」とソナーの試験を行った。

### 第3の哨戒 1943年1月 - 2月

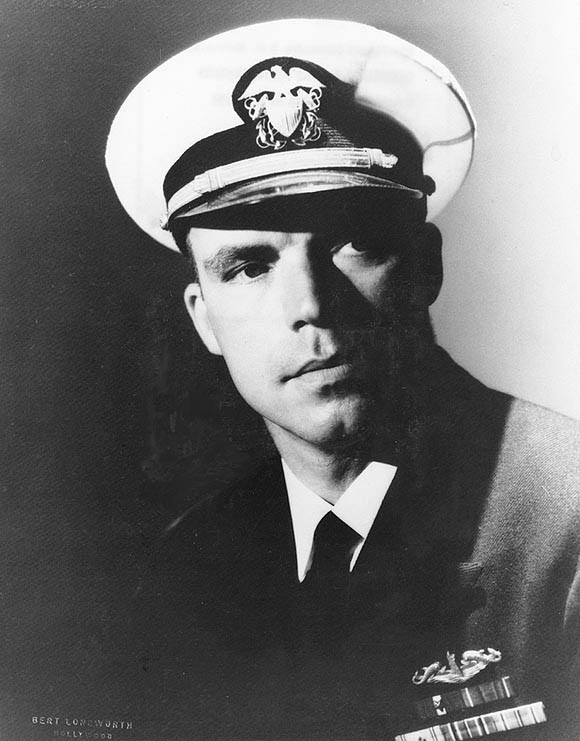
「ワフー」第2代艦長ダドリー・W・モートン少佐

1943年1月16日、「ワフー」は3回目の哨戒でニューギニア島近海に向かった。この哨戒ではウェワクを中心とする日本軍の補給路を探索するものだったが、一つ問題があった。「ワフー」はその地域に関する情報を持っていなかったのである。しかし、乗組員の一人が安物の学習地図帳を持っており、それによってウェワクの位置を知ることができた。

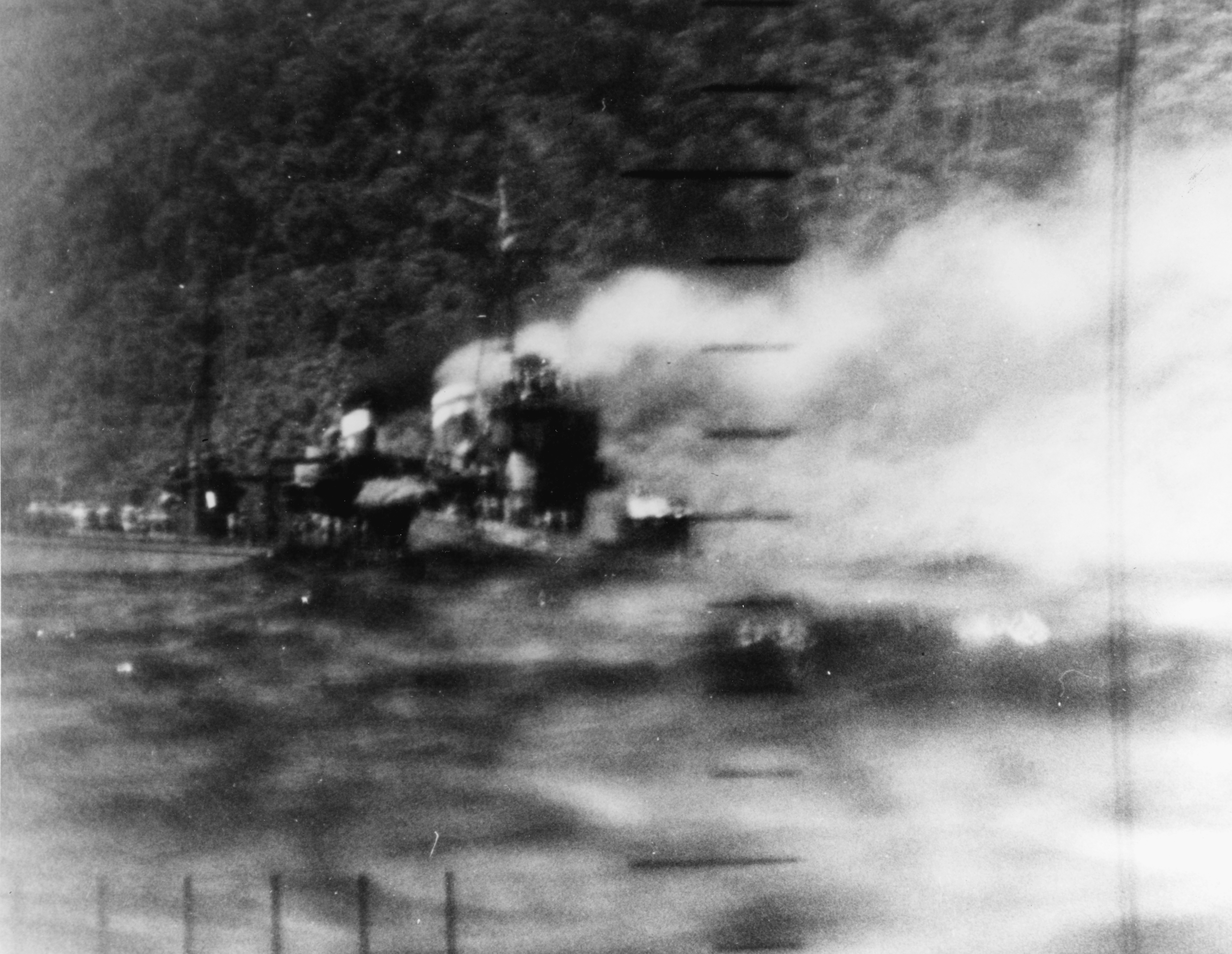
1943年1月24日、「ワフー」の雷撃で大破した駆逐艦「春雨」

1月24日未明、「ワフー」は南緯03度23分 東経143度34分 / 南緯3.383度 東経143.567度のカイリル島沖で駆逐艦「春雨」を発見する。「春雨」は空母「隼鷹」基地員および第二航空戦隊要員を収容のためウェワクを出港してきた所だった。13時45分頃、「ワフー」は「春雨」の左舷後方から魚雷を3本発射したが回避された。「ワフー」の魚雷発射に気づいた「春雨」は反転し、これを見た「ワフー」は「春雨」をできるだけひきつけて魚雷を1本発射するが、これも外れる。「ワフー」はもう2本の魚雷を発射し、うち1本が「春雨」の一番砲直下付近に命中した。「春雨」は手痛い損害を受けたものの、応急修理を行って沈没は免れた。モートン艦長は部下に「日本の駆逐艦は船体が二つに折れた」と言ったと乗組員のジョン・クラビーは記している。しかしこの発言は間違い、もしくは嘘で、「春雨」はのちに日本に帰還し、本格的修理後に復帰した。
翌日、「ワフー」は哨区をパラオ海域に移動させる。1月26日明け方、南緯01度55分 東経139度14分 / 南緯1.917度 東経139.233度の地点で2隻の輸送船を発見する。約2時間後、先頭の7,000トン級輸送船に対して魚雷を2本発射し、2本とも命中させて7,000トン級輸送船を撃沈する。次いで二番目の輸送船に対しても魚雷を2本発射し、1本を命中させて撃破する。最初と二番目の攻撃の戦果判定中に三番目の輸送船を発見し、魚雷を3本発射して2本を命中させて撃破した。しばらく待つと、今度は別の方角からタンカーが出現し、この目標に対しては夕方になって南緯02度34分 東経139度25分 / 南緯2.567度 東経139.417度の地点で魚雷を3本発射し、1本が命中したと判断される。さらに夜に入って浮上攻撃を行い、魚雷を2本発射して1本を命中させて撃沈したと判断された。二番目と三番目の輸送船に対しても再度魚雷を2本ずつ発射し、二番目の輸送船には1本が命中し、三番目の目標には2本とも命中し、1本は不発だったものの、この目標を撃沈した。二番目の輸送船に対してはこの日最後の夜間浮上攻撃で魚雷を2本発射し、2本とも命中させて撃沈したと判断された。一連の攻撃で当初は3隻の輸送船と1隻のタンカーを全滅したと判定され、後に2隻の陸軍輸送船、「武洋丸」（玉井商船、5,346トン）と「第二福栄丸」（日東鉱業汽船、1,901トン）を撃沈し、他に4,000トン級輸送船も撃沈したと評価された。

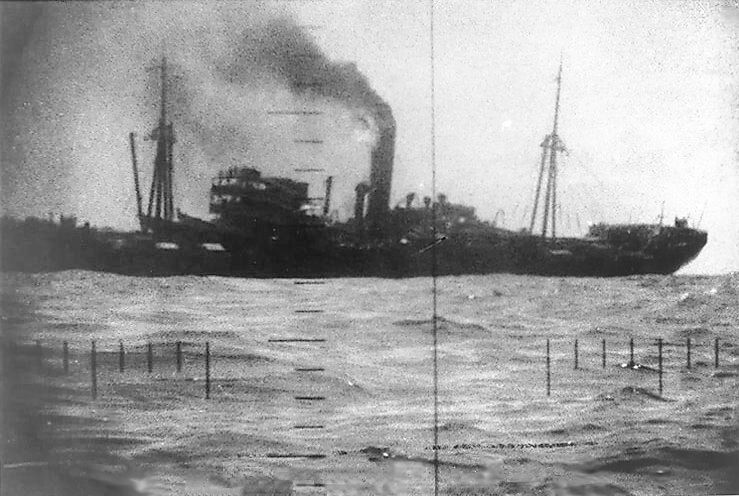
1943年1月26日、「ワフー」の雷撃で傾斜し沈みゆく陸軍輸送船「武洋丸」

四番目の目標であるタンカーを発見したあと、「ワフー」は周囲に何もないことを確認してから浮上し、救命ボートの中の人員に向けて使える砲や機銃で攻撃した。この殺戮劇は、おおよそ1時間程度で終わった。この銃撃事件が虐殺や戦争犯罪ではないかとアメリカ海軍内で問題となり、数々の武勲を立てながら名誉勲章が授与されなかった。潜水艦隊司令官チャールズ・A・ロックウッド少将は、「こういった銃撃戦は（アメリカ海軍内では）一般的なことだった」と回想している。
また銃撃を加えた相手は日本人のみならず、イギリス軍に参加して日本軍の捕虜となっていた、当時イギリスの植民地であったインド兵も含まれていた。現に、「武洋丸」に乗船していた1126名のうち、87名の第二十六野戦兵器廠要員の他に、第16パンジャーブ連隊第2大隊に属していた195名のインド兵捕虜が死亡している。ボートに人が乗っていることは承知の上でのことであり、明らかな殺意があっての行動であることは明白である。もっとも、掃射を命じたのはモートン艦長直々であったと言う証言もある。

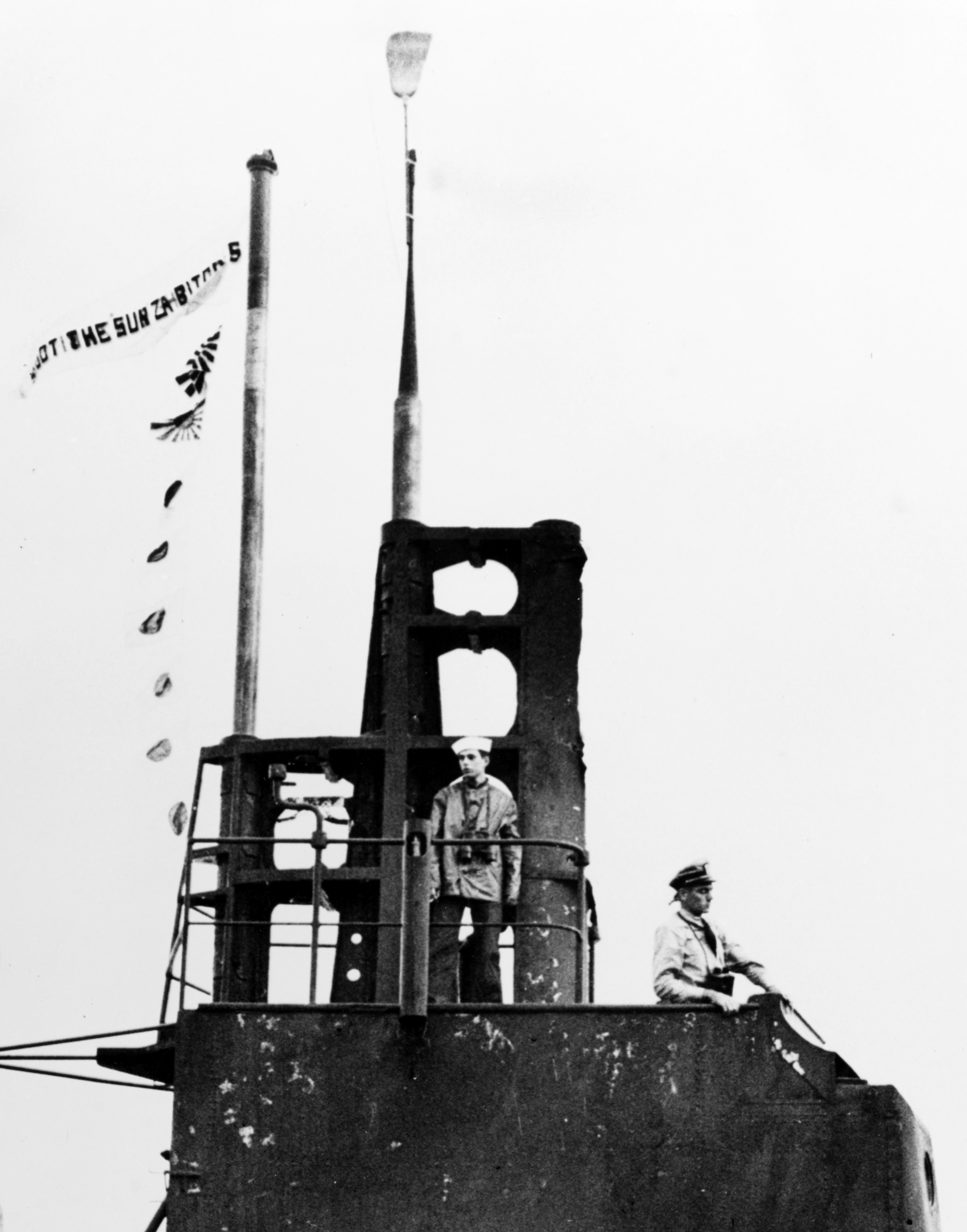
箒を掲げ、ペナントと旗を翻して帰投した「ワフー」。右はモートン艦長（1943年2月7日）

「ワフー」は翌1月27日朝にも北緯04度15分 東経140度05分 / 北緯4.250度 東経140.083度の地点で5隻の輸送船と1隻のタンカーからなる輸送船団を発見したが、前日の攻撃で魚雷を使い果たしていたので何もできなかった。1月28日にはファイス島のリン鉱石精錬所への艦砲射撃を目論んだが、北緯09度45分 東経140度30分 / 北緯9.750度 東経140.500度の地点にQシップらしい艦船がおり、この事から「ガジョン (USS Gudgeon, SS-211) 」の第2の哨戒での教訓を踏まえて、用心のため艦砲射撃を断念した。2月7日、23日間の行動を終えて真珠湾に帰投。その際レーダーマストに軍艦旗2流と日章旗6流、白地に赤で書いた"SHOOT THE SUN ZA BITCHES"と書かれたペナントを翻し、敵を「一掃」したという意味を示す箒を潜望鏡架台に掲げて帰投した。以降、大戦果を収めた潜水艦艦長がモートン艦長の真似をして箒を掲げるようになった。「ワフー」は簡単な修理を行い、乗組員の努力の結果、2月15日までに終わった。

### 第4の哨戒 1943年2月 - 4月
2月23日、「ワフー」は4回目の哨戒で黄海に向かった。割り当てられた海域は黄海の中でも鴨緑江や大連の近くという極端な場所だった。この黄海は、これまでアメリカ潜水艦によって哨戒されなかった海域だが、その理由として平均水深が約40mと浅かったからである。途中で訓練を行った後、3月11日に長崎と台湾、下関と台湾の各航路が行き交う海域に到着した。
3月13日午後、北緯32度57分 東経126度11分 / 北緯32.950度 東経126.183度の地点で1,000トン級輸送船を発見し、魚雷を1本だけ発射したが命中しなかった。3月19日未明には、北緯38度12分 東経123度18分 / 北緯38.200度 東経123.300度の地点で大阪から大連に向かっていた輸送船「増源丸」（満洲海運、1,428トン）を発見し、魚雷を1本発射して命中させ、「増源丸」は船体が前後に割れて2分で沈没した。
生存者はいないと判断されたが、日本側の記録とは違う。約4時間後、北緯38度22分 東経122度15分 / 北緯38.367度 東経122.250度の地点で別の輸送船「裕山丸」（興国汽船、6,038トン）を発見し、魚雷を3度にわたって合計4本発射、そのうちの1本が命中したが不発に終わった。

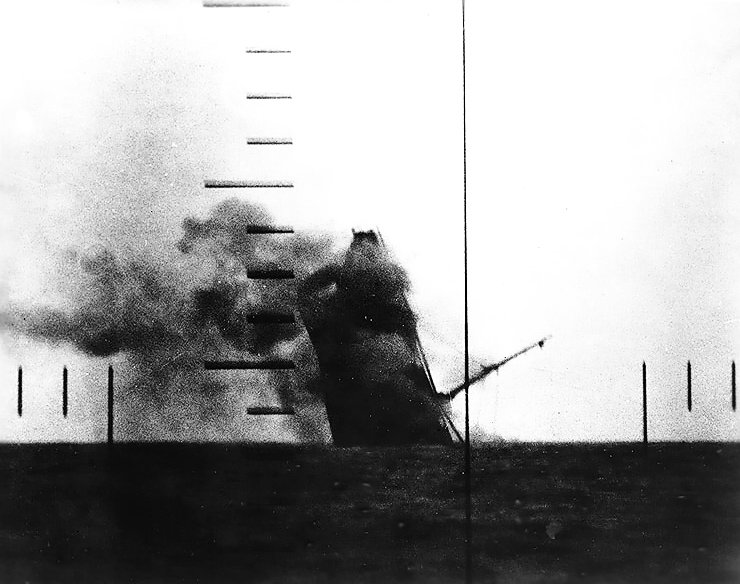
「ワフー」の攻撃により沈み行く「日通丸」（1943年3月21日）

3月21日朝、北緯38度11分 東経124度33分 / 北緯38.183度 東経124.550度の朝鮮半島鎮南浦沖で輸送船「保山丸」（大東商船、2,260トン）を発見して魚雷を3本発射し、1本を中央部に命中させ、「保山丸」は約33名の生存者が船体にしがみついたまま4分で沈没。4時間たってから北緯38度03分 東経124度39分 / 北緯38.050度 東経124.650度の地点で輸送船「日通丸」（岡崎本店、2,183トン）に対して魚雷を3本発射し、うち2本を命中させて「日通丸」は3分で船首から消えていった。
「ワフー」は攻撃後浮上して「日通丸」の名が書かれた残骸を回収した後、山東半島に針路を向け、次いで旅順近海を経て遼東半島寄り、大連近郊のラウンド島近辺に向かった。この辺りの水深は約91mと深かった。3月23日未明には北緯38度38分 東経121度14分 / 北緯38.633度 東経121.233度の地点で輸送船「暁雲丸」（元イギリス船エトセル・モラー/東亜海運委託、912トン）に対して攻撃を行ったが、撃沈できなかったばかりか、相手は爆雷で反撃してきた。
3月24日12時47分、「ワフー」は長山列島沖で煙を見つけ、接近していった。19時49分、目標は重油が積まれたタンカー、実際には輸送船「高雄山丸」（三井船舶、2,076トン）に向け、最初の一撃で魚雷を3本発射したが2本が早期爆発を起こし、残る1本は逸れて失敗したのを見て、「高雄山丸」は反撃を行った。「ワフー」は潜航し、北緯39度05分 東経122度25分 / 北緯39.083度 東経122.417度の地点で「高雄山丸」に対して新たな魚雷を3本発射。1本が命中して4分で沈没した。
翌3月25日未明、北緯38度16分 東経123度14分 / 北緯38.267度 東経123.233度の地点で輸送船「皐月丸」（近海運輸汽船、830トン）を発見。まず魚雷を2本発射したが命中せず、浮上砲戦に持ち込んだ。20ミリ機銃の射撃の後、4インチ砲弾90発を浴びせて炎上させて撃沈した。程なくして、1,000トン級小型タンカーが現れたため浮上し、4インチ砲と20ミリ機銃で攻撃。小型タンカーは体当りを目論んだが、「ワフー」の更なる射撃により炎上、沈没したと報告された。「皐月丸」側は、2隻の潜水艦に攻撃されたと思っていた。「ワフー」の乗組員は潜望鏡を通して、代わる代わるこの光景を見物した。3月27日朝、北緯33度39分 東経125度23分 / 北緯33.650度 東経125.383度の地点で100トン級トロール船を発見した。「ワフー」は浮上し、4インチ砲と20ミリ機銃で穴だらけにすると、トロール船と平行となり、ミッドウェー島の海兵隊員から贈られた火炎瓶で炎上させた。下関と台湾間の海域に戻った「ワフー」は、3月28日に北緯31度39分 東経127度41分 / 北緯31.650度 東経127.683度の地点で2隻のサンパンを発見。銃撃で炎上させ、沈没こそしなかったが海上に打ち捨てられた状態となった。
3月29日未明、北緯30度26分 東経129度41分 / 北緯30.433度 東経129.683度の屋久島沖で特設電線敷設船「山鳩丸」（山下汽船、2,556トン）に艦尾発射管の魚雷2本を命中させ撃沈した。「ワフー」はこれまでの一哨戒における戦果の新記録を打ち立てて帰途につき、「日本人は今後、黄海での潜水艦の行動に頭を悩ますだろう」とレポートを締めくくった。途中、「アッツ島救援の日本艦隊が、トラックから日本に戻ってくる」との司令部からの情報を受信したが、これといったアクションは起こさなかった。4月6日、42日間の行動を終えてミッドウェー島に帰投した。

### 第5の哨戒 1943年4月 - 5月
4月25日、「ワフー」は5回目の哨戒で千島列島方面に向かった。5月3日に松輪島を写真偵察した後、択捉島沖に移動。翌5月4日、北緯45度52分 東経149度07分 / 北緯45.867度 東経149.117度の択捉島の南東で特設水上機母艦「君川丸」（川崎汽船、6,863トン）を発見し、魚雷3本を発射して1本が命中したと判断されるが、実際には被害はなく、「君川丸」は爆雷で反撃して去っていった。3日後の5月7日、北緯40度04分 東経141度57分 / 北緯40.067度 東経141.950度の地点で、海岸線沿いに航行中の輸送船と護衛艦を発見して魚雷を計6本発射し、輸送船「第五多聞丸」（八馬汽船、5,260トン）には2本のうち1本が命中したものの、護衛艦には4本とも命中しなかった。「第五多聞丸」はまもなく沈没していき、「ワフー」は三陸海岸に沿って南下していった。翌5月8日午後にも北緯39度02分 東経142度02分 / 北緯39.033度 東経142.033度の地点で金龍丸型特務艦と思しき輸送船を発見し、魚雷を3本発射したが命中しなかった。目標の発見は続く。5月9日未明、北緯38度57分 東経141度49分 / 北緯38.950度 東経141.817度の気仙沼湾沖でレーダーにより「9,000トン級輸送船」と「10,000トン級タンカー」がいる事を探知。2つの目標に魚雷を3本ずつ計6本発射し、2隻の輸送船、「高雄丸」（川崎汽船、3,204トン）と「神武丸」（栗林商船、1,912トン）に命中させ両船を撃沈した。「ワフー」はさらに南下し、東京と幌筵島間の航路と思われる海域でパトロールし、5月12日夕刻に北緯38度40分 東経142度53分 / 北緯38.667度 東経142.883度の地点で4,000トン級輸送船と9,000トン級貨客船を発見。2隻に対して魚雷を2本ずつ計4本発射し、9,000トン級貨客船に1本が命中したように感じられた。9,000トン級貨客船に対しては、さらに魚雷を1本ずつ計2本発射し命中させたが、無味乾燥な響きしか聞こえてこなかった。「ワフー」は浮上砲戦に持ち込んだが、2隻とも結局撃沈することはできなかった。5月4日からの10日間で8隻の目標に対し10回の雷撃を実施したが、魚雷の不調により満足すべき戦果は得られなかった。
5月21日、26日間の行動を終えて真珠湾に帰投。翌日、アメリカ太平洋艦隊司令長官チェスター・ニミッツ大将が来艦し、授章式が行われた。5月23日、オーバーホールのためメア・アイランド海軍造船所に回航され、7月20日まで修理と訓練に従事した。これに先立ち、副長のオカーン大尉が建造中の「タング (USS Tang, SS-306) 」艦長として転出していった（結果として、オカーンはワフー乗組員中唯一戦争を生き残ることとなる）。7月27日に真珠湾に戻り、8月2日にはミッドウェー島に進出した。

### 第6の哨戒 1943年8月
8月6日、「ワフー」は6回目の哨戒で日本海に向かった。ワフーの出撃の1ヵ月前、「プランジャー (USS Plunger, SS-179)」「パーミット (USS Permit, SS-178) 」および「レイポン (USS Lapon, SS-260) 」の3隻が、史上初めてのアメリカ潜水艦による日本海での哨戒を実施しており、「ワフー」の作戦は第二弾として実施されたもので、2度目の侵入となる「プランジャー」と組んでの作戦であった。
「ワフー」は8月13日に択捉水道からオホーツク海に入り、その日のうちに宗谷海峡を深夜に水上航行で通過して日本海へ侵入した。侵入直後の8月15日未明、北緯43度12分 東経140度00分 / 北緯43.200度 東経140.000度の積丹半島沖で3隻の輸送船からなる船団を発見し、速力の遅い3,000トン級輸送船に向けて魚雷を1本発射したが、魚雷は偏斜して消えてしまい命中しなかった。「ワフー」は北寄りに進路を変えて輸送船団を追撃し、6,000トン級輸送船に対して三度にわたり魚雷を計4本発射したものの、1本は不発、2本は外れ、1本は航走中に沈下した。「ワフー」は鴻型水雷艇と思われる艦船を見つけて退避した。8月17日未明、北緯42度45分 東経139度50分 / 北緯42.750度 東経139.833度の地点で3隻の輸送船団を発見し、4,000トン級輸送船に対して魚雷を1本発射したが命中しなかった。同じ日の夜には、北緯42度16分 東経139度39分 / 北緯42.267度 東経139.650度の地点で3,500トン級輸送船を発見し、魚雷を1本発射したがこれまた偏斜で命中しなかった。攻撃後浮上すると、この輸送船とすれ違う輸送船「福勢丸」（明治海運、1,232トン）に発見される。日付が8月18日に変わった直後、「ワフー」は北緯42度17分 東経139度43分 / 北緯42.283度 東経139.717度の地点で3,000トン級輸送船に対して魚雷を1本発射するが、これも命中しなかった。2時間後には北緯41度58分 東経139度43分 / 北緯41.967度 東経139.717度の地点で4,000トン級輸送船に対して魚雷を1本ずつ計2本発射したが命中せず、2本目に至っては発射後23秒で爆発した。4日以内に12隻の目標を見つけ、合計10本の魚雷を発射したがことごとく命中せず、「ワフー」からの報告でこの事態を鑑みた司令部は、作戦打ち切りの命令を発した。
「ワフー」は、宗谷海峡に向かって航行中の8月19日朝に北緯44度43分 東経138度55分 / 北緯44.717度 東経138.917度の地点で輸送船を発見し追跡したが、よく見ると中立国ソ連船舶旗が翻っており、当然攻撃は控えられた。8月20日朝、サンパンの群れを発見し攻撃した。まず北緯45度35分 東経146度50分 / 北緯45.583度 東経146.833度の地点で36トン級サンパン1隻を沈め、引き上げた6人の日本人を捕虜とした。9時間後、北緯45度50分 東経148度22分 / 北緯45.833度 東経148.367度と北緯45度47分 東経148度42分 / 北緯45.783度 東経148.700度の地点で25トン級と35トン級のサンパンも攻撃し撃沈。2隻の乗組員はそのまま沈んでいった。「ワフー」は往路とほぼ同じコースを戻っていった。8月25日にミッドウェー島に到着。8月29日、27日間の行動を終えて真珠湾に帰投した。帰投後、モートン艦長は魚雷に関して兵器局に猛抗議し、再び日本海へ行かせてくれるよう懇願した。その結果、従来のMk14型魚雷をすべて降ろし、代わりに新型のMk18型電池魚雷を搭載することを許され、「ワフー」にも再度の日本海侵入が許可されることとなった。この際、モートンは関釜連絡船に関する情報収集を徹底的に行っていた。

### 最後の哨戒 1943年9月 - 10月
9月13日、「ワフー」は7回目の哨戒で「ソーフィッシュ」とともに日本海に向かった。計画では、9月20日ごろに宗谷海峡を通過し日本海に侵入。特定日を過ぎたら北緯43度線以南の海域の哨戒を「ソーフィッシュ」に委ね、10月21日に帰投する予定だった。「ワフー」は千島列島を通過する頃に報告するよう命令を受けていたが、何の音沙汰もなかった。11月9日に失踪が公表されたのち、12月2日に喪失と判断され12月6日に除籍された。当初、機雷もしくは魚雷の事故により喪失したと考えられていた。以下は、日米双方の記録等を参照して推定された「ワフー」最後の哨戒の記録である。
9月21日、「ワフー」は北緯45度45分 東経145度00分 / 北緯45.750度 東経145.000度の樺太南方で輸送船「北征丸」（東邦水産、1,394トン）を撃沈。
9月25日朝には北緯41度30分 東経139度00分 / 北緯41.500度 東経139.000度の地点で応急タンカー「太湖丸」（東亜海運、2,958トン）を撃沈した。
その後は日本海をひたすら南下し、対馬海峡近海に達した。10月5日未明、釜山に向かっていた関釜連絡船「崑崙丸」（鉄道省、7,908トン）を北緯34度14分 東経130度09分 / 北緯34.233度 東経130.150度の沖ノ島東北10海里の地点で発見し撃沈する。「崑崙丸」撃沈は死者・行方不明者583名におよび、その中には助川啓四郎、加藤鯛一の2人の衆議院議員を含み、新聞でも大々的に報じられ、アメリカ側でも同盟通信社発表の情報を傍受した。翌10月6日には北緯37度18分 東経129度33分 / 北緯37.300度 東経129.550度の地点で輸送船「漢江丸」（朝鮮汽船、1,290トン）を撃沈。10月9日未明にも北緯39度49分 東経139度46分 / 北緯39.817度 東経139.767度の秋田県男鹿半島南磯近海で輸送船「漢江丸」（飯野海運、2,995トン）を撃沈した。また、10月2日に七尾到着予定で9月29日に元山を出港したまま日本海で行方不明になった輸送船「第二正木丸」（日下部汽船、1,238トン）も、「ワフー」の戦果と推定された。その後「ワフー」は、日本海を北上していったと考えられている。

### ワフーの最期

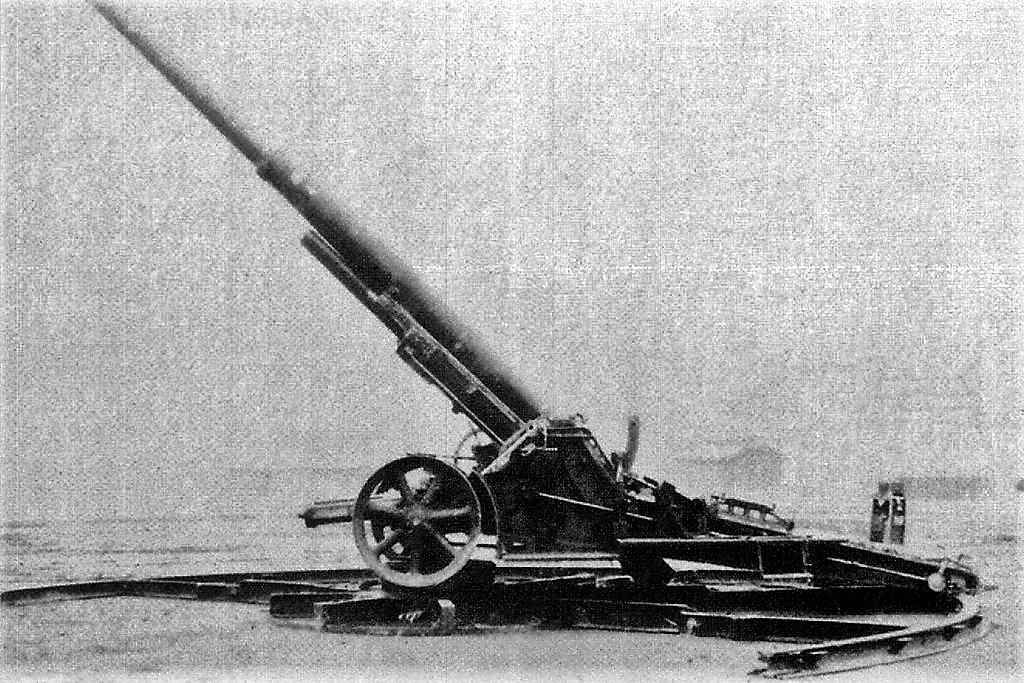
宗谷砲台に配備されていた九六式十五糎加農砲

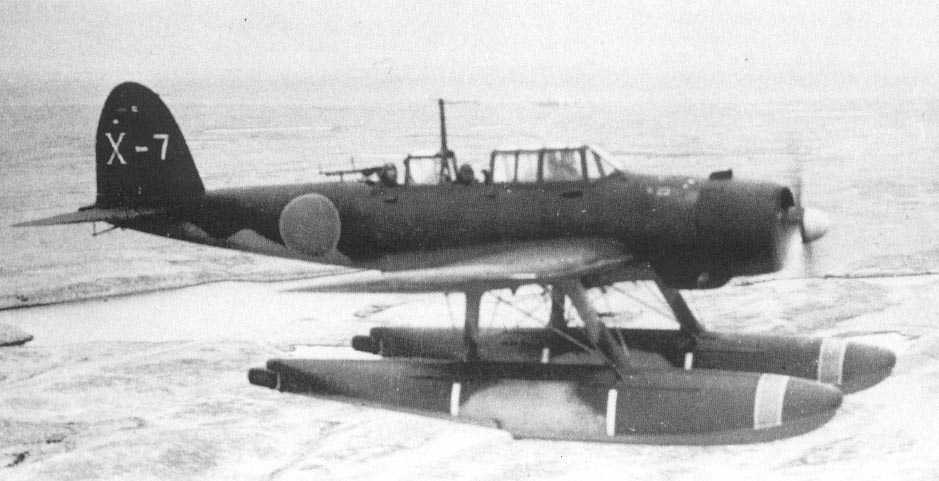
大湊航空隊が稚内に分屯配備していた零式水上偵察機の同型機

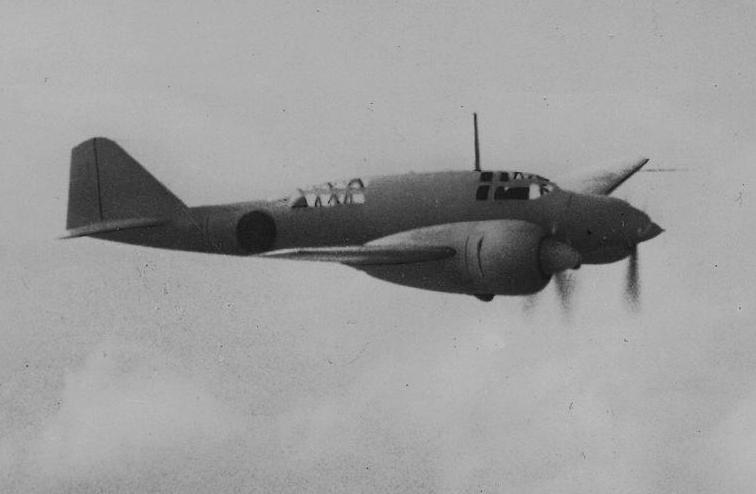
樺太大谷の陸軍飛行第38戦隊が装備していた司令部偵察機の同型機

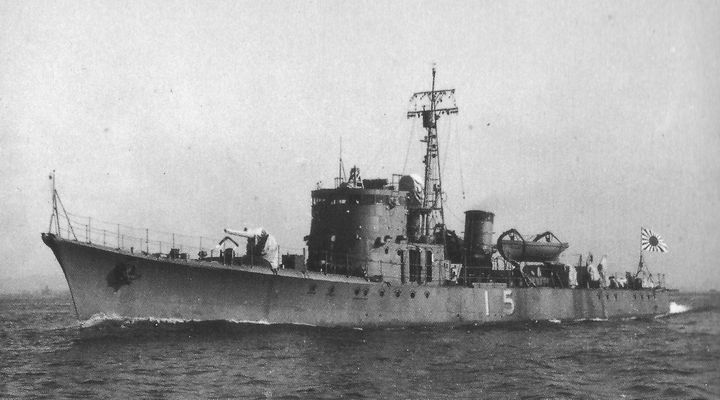
爆雷による攻撃を実施した「第15号駆潜艇」

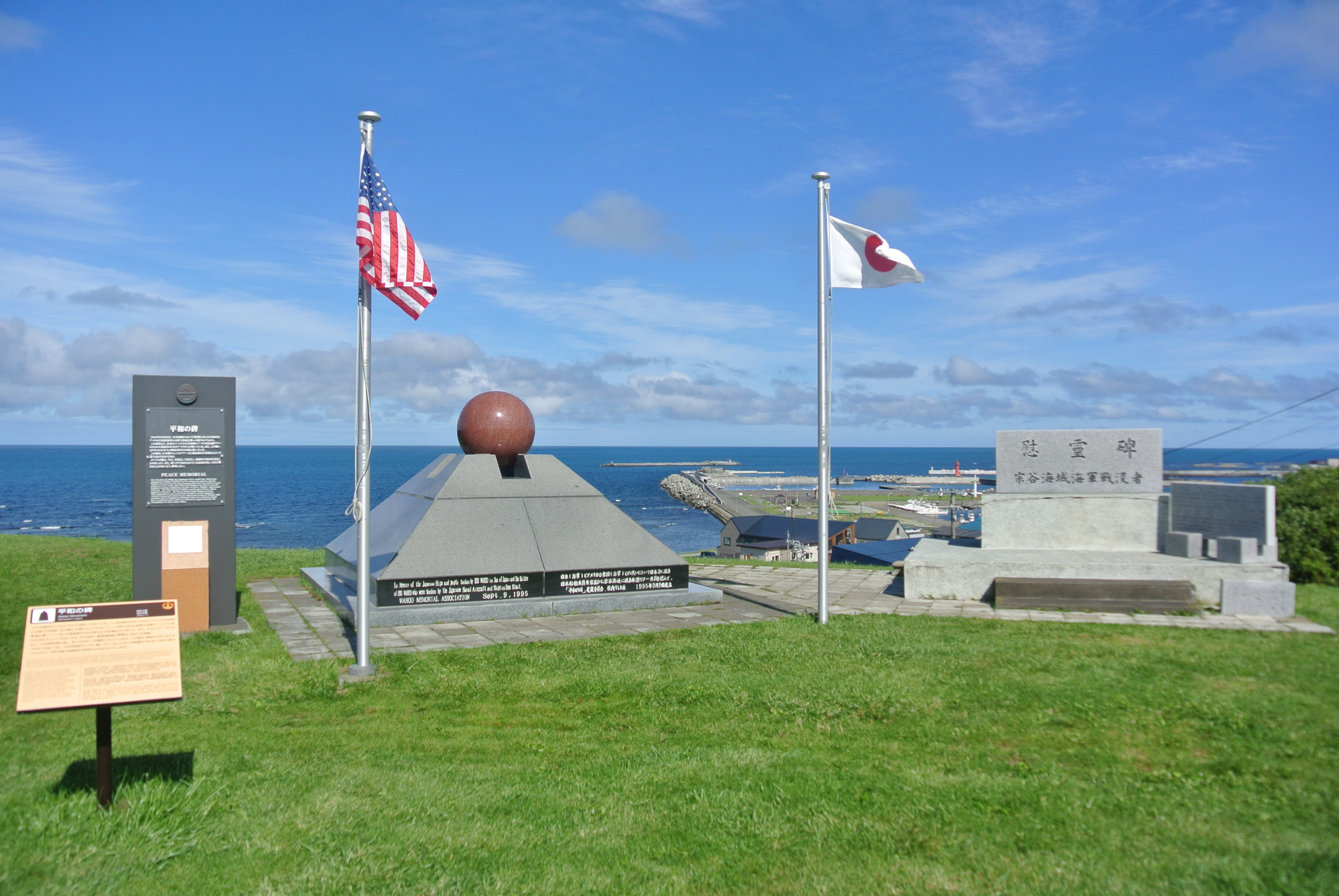
宗谷岬にある、平和の碑と慰霊碑

過去3度の日本海への潜水艦侵入の報を受け、しかも「崑崙丸」撃沈、国会議員の殉職など目に見える被害が出たという事態を受けて津軽、宗谷両海峡付近の軍拠点である津軽要塞と宗谷臨時要塞は警戒を強化していた。10月7日には舞鶴鎮守府から「現ニ潜入中ノ敵潜ハ必滅シ生還セシメザル様此ノ際特ニ配慮アリ度(たし)」との通告も出された。しかし、10月9日には「ソーフィッシュ」が宗谷海峡へ侵入し、下記の第十五号駆潜艇などが爆雷攻撃を行ったが逃がしてしまうという失態を犯し、もう失敗は許されない状態であった。
- 10月11日8時30分頃[注釈 10]、往路と同じように、宗谷海峡を浮上突破しようとした「ワフー」は、宗谷臨時要塞の陸上砲台九六式十五糎加農砲の砲撃を受け潜航避退した[104]。
- 9時20分、稚内基地(水偵基地)から飛び立ち哨戒していた大湊航空隊分遣隊の零式水上偵察機(オミ19号機)は、北緯45度40分 東経142度10分 / 北緯45.667度 東経142.167度の宗谷岬の42度12海里の地点で潜航中の「ワフー」を発見した[105]。「ワフー」は油帯を引きつつ2ノットで航行中と判断された[106]。

その後、同基地所属のオミ2号機(零式水上偵察機)、オミ20号機(九四式水上偵察機)も追跡および攻撃に加わり、大湊航空隊小樽派遣隊からオミ6号機(零式水上偵察機)、オミ12号機(零式水上偵察機)も応援に駆け付けた。
水上機の報告に接した宗谷防備部隊指揮官、砕氷艦「大泊」艦長の岡恒夫中佐は「第15号駆潜艇」および「第43号駆潜艇」「第23号掃海艇」「第17号掃海特務艇」「第18号掃海特務艇」を水上偵察機の誘導のもと発見海域に急行させた。各艦艇が集結するまでの間、稚内派遣隊の3機と小樽派遣隊から2機の増援、更には樺太の大谷より陸軍飛行第38戦隊の司令部偵察機も飛来し偵察活動に加わった。
- 9時41分、水上偵察機が爆撃し、気泡と重油がわき上がる[111]。
- 10時34分、再度の爆撃を実施[108]。この後、誘導された駆潜艇が到着する。
- 12時3分、第15号駆潜艇が爆雷による攻撃を実施。
- 12時7分、再度、第15号駆潜艇が爆雷による攻撃を実施。3分と7分の攻撃では3度にわたる爆雷17発による実施。
- 12時21分、第43号駆潜艇が爆雷7発を投下する[108]。一連の攻撃の結果、「潜水艦の航行が停止した」との報告があった。
- 13時30分、第18号掃海特務艇が現場海域に到着し、爆雷2発を投下する[108]。

こうして、「ワフー」は午前と午後を通じて執拗な攻撃を受け、5時間にわたる戦闘の末に樺太留多加郡能登呂村二丈岩の200度7.5海里の地点で撃沈され、モートン中佐以下80名の乗組員は全員戦死した。日本側の対潜掃討は16時過ぎまで実施され、計63発の爆雷と爆弾40発が「ワフー」の息の根を止めた。周辺海域には攻撃当日の夜間から翌10月12日に至っても、幅60m、長さ3海里の重油の帯がしばらく残っていた。21時、大湊警備府司令長官井上保雄中将から「ワフー」撃沈に対する祝電が送られた。
なお、撃沈に関しては航空攻撃が最終成果であったにせよ海、陸軍に両軍の航空機を加えた共同作戦による成果である事に意義があった。また宗谷臨時要塞は、日本本土において対潜戦闘を実施した唯一の沿岸要塞となった。この撃沈により日本海北部にある期間安全が確保される事になり坂千秋北海道庁長官は早速慰問品を調達、トラックを仕立て稚内、宗谷所在の関係部隊に道民の感謝の気持ちとして贈っている。また、所有する土地や建物を水上偵察機部隊に提供していた西岡農場の主人（後の稚内市長）は撃沈の祝い品として牛2頭を提供し、将兵にふるまわれている。稚内市内からも戦闘の様子が一部観察でき、戦闘後に市内を訪れた兵士たちは市民より歓待を受けた。日本当局は「10月11日、我が軍の航空機が浮上中の敵潜水艦を発見、爆雷3発を投下して撃沈した」と事実とは異なる内容を報道し、アメリカ側は「ワフー」の撃沈を確認した。
「ワフー」による「崑崙丸」撃沈は関係者に衝撃を与え、関釜連絡船の夜行便を中止するなど影響を与えた。一方で、「ワフー」およびモートン艦長の喪失はアメリカ海軍に大きな衝撃を与え、戦争末期の1945年6月のバーニー作戦で9隻を侵入させるまで、アメリカ潜水艦が日本海に侵入することはなかった。
「ワフー」は18隻の日本の艦艇および船舶を撃沈している。「ワフー」の戦績の多くは、その勇猛さによって名誉勲章に値する功績を挙げながら、上記のように3度目の哨戒において漂流する日本海軍兵士あるいはインド兵を機関銃で銃撃、殺害したためこれを逃したと言われるモートン少佐に艦長が交代してからのものである。その他、第二次世界大戦の戦功で、喪失するまでに6個の従軍星章を受賞している。

## ワフーの調査

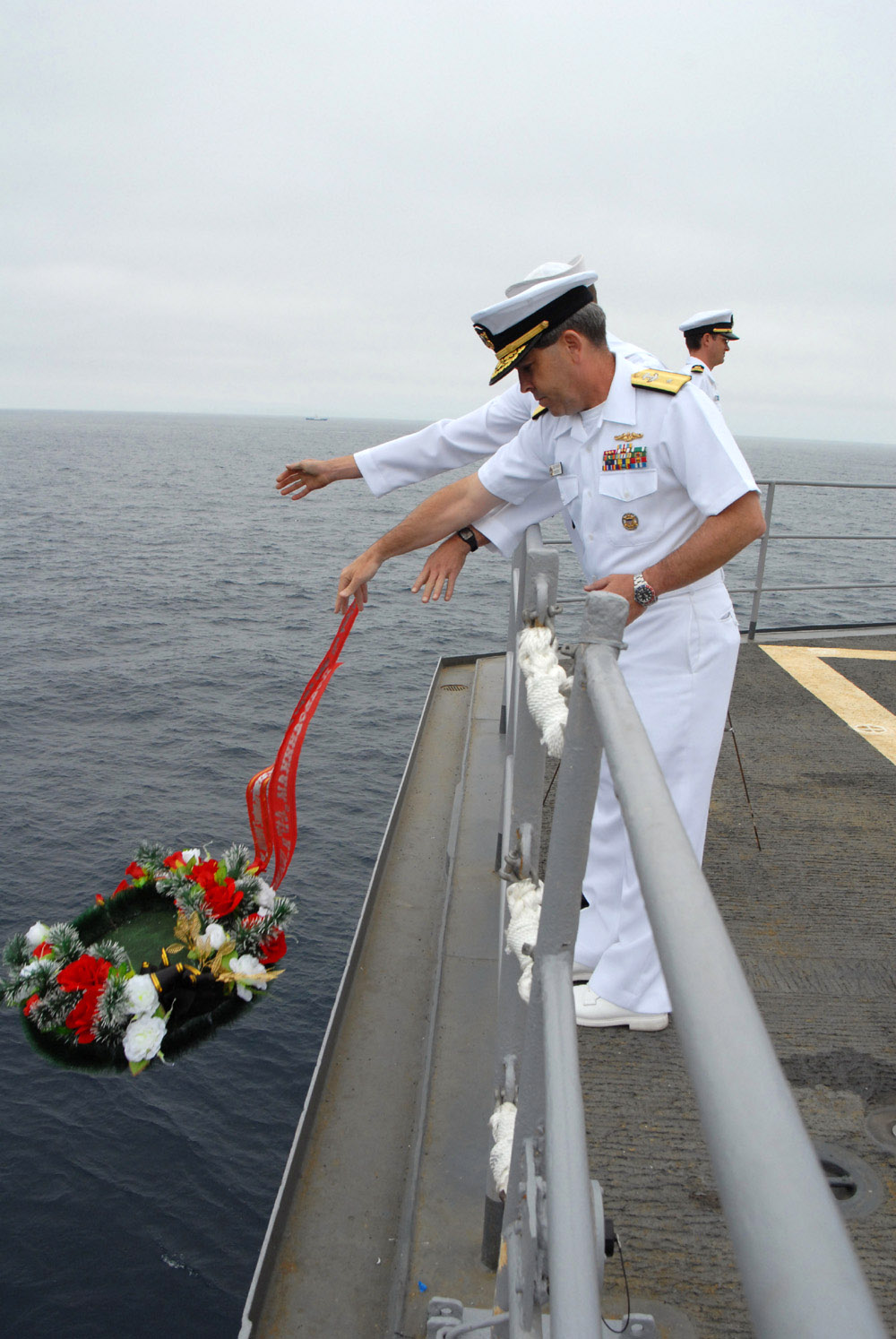
アメリカ海軍関係者による、ワフー追悼の花輪献呈式

元副長のオカーン大尉は戦後「ワフー」に関する著書を発表し、「ワフー」の捜索を計画していたが1994年に死去した。
1995年以降、モートン艦長の親類を中心に日米関係者に加えロシア、オーストラリアの4カ国の人々からなる「ワフープロジェクトグループ」が「ワフー」の船体の捜索を開始。その際、旧日本海軍の資料から、重油の尾を引きながら逃走を図る「ワフー」最後の写真も発見された。長年の捜索の結果、2006年8月にロシア人ダイバーが海底に横たわる「ワフー」の船体を発見、写真に撮影し公開した。
沈没したと思われる海域では、1945年に留萌沖で引き揚げ船に攻撃を加えた（三船殉難事件）ソ連赤色海軍の潜水艦「L-19」も沈没している（L-19は現在も行方不明）。
宗谷海峡では、しばしば船体の金属片が漁船により引き上げられるなど、沈没船の存在が確認されているが、米ソどちらの潜水艦のものかの確定には至っていなかったが、2006年10月31日、アメリカ海軍はロシア人ダイバーが撮影した船体が「ワフー」であると確認。「ワフー」は宗谷海峡中の水深65mの海底に横たわっていた。甲板中央付近には航空機からの爆弾による破壊の跡が確認でき、これが致命傷になったと推測された。
2007年7月8日、アメリカ海軍の艦船が沈没現場海上で米露両海軍主催による花輪献呈式を行った。同年10月11日には真珠湾のボーフィン・サブマリンミュージアム&パークで「ワフー」乗組員のための公式追悼式を執り行い、ワフープロジェクトグループが捜索と発見の経緯について説明した。同公園には、現在記念碑が建てられている。